# Det hellige land
Det hellige land er et ikke ganske veldefineret område ved Middelhavets østlige ende, i Mellemøsten. Det hellige land er nogenlunde sammenfaldende med Levanten, men hvor Levanten benytte(de)s i handelsmæssig sammenhæng, fokuserer man med udtrykket "Det hellige land" på det religiøse.
Et tredje navn for omtrent samme område er Outremer (betyder oversøisk på fransk), en samlebetegnelse for de kongeriger og stater som blev etableret i det hellige land efter det første korstog, fx Kongeriget Jerusalem.
31°46′42″N 35°13′47″Ø / 31.7783°N 35.2297°Ø